# Fu Jen katolske universitet
Fu Jen katolske universitet (FJU eller forkortet Fu Jen, forenklet kinesisk: 輔仁大學; pinyin: Fǔrén Dàxué), er et privat universitet i Ny Taipei, Taiwan, oprindeligt grundlagt i Beijing i 1925 af Den Hellige Stol. Fu Jen er det ældste jesuitiske universitet i den kinesisketalende verden og kendt for sine nære bånd til Den romerske kurie. Fu Jen er opkaldt efter det kinesiske skriftegn Fu Jen, der betyder "bistand" og "godgørenhed".
Fu Jen er den ældste katolske og Jesuit-tilknyttede universitet i den kinesisk-talende verden. Universitetet består af 12 colleges, dets tværnationale fælles master-program "MGEM" blev rangeret 19. globalt af Financial Times i 2020. I øjeblikket er universitetet blevet rangeret som top 300 af Times Higher Education Impact Ranking, top 100 i teologi og top 500 inden for humaniora og medicin efter QS World University Rankings.
Fu Jen er også vært for en Arts and Humanities Citation Index (en) A&HCI-journal.

## Historie
Universitetets første rektor (1925-1927) var den amerikanske missionær George Barry O'Toole. Han blev efterfulgt af Chen Yuan (陳垣), en kinesisk protestant, der universitetets rektor indtil den kinesiske regering lukkede det i 1952.

### Tidslinje
- 1925-1952: Katolske universitet i Beijing, Kina
- 1961-: Fu Jen katolske universitet, Taiwan

## Colleges
- Breve
- Kunst
- Kommunikation
- Uddannelse
- Medicin
- Videnskab og ingeniør
- Fremmedsprog
- Menneskelig Økologi
- Mode og tekstiler
- Lov
- Samfundsvidenskab
- Ledelse

## Biblioteker
- Kungpos mindesbibliotek
- Schuttes mindesbibliotek
- Fahys mindesbibliotek
- Paul Kardinal Shans bibliotek
- Teologisk bibliotek

- Fahys mindesbibliotek
- Paul Kardinal Shans bibliotek
- Kungpos mindesbibliotek
- Kungpos mindesbibliotek
- Schuttes mindesbibliotek
- Teologisk bibliotek

## Lederskab
| 1. Chang Chih 2. Cardinal Thomas Tien Ken-sin, SVD 3. Madame Chiang Kai-shek 4. Cardinal Paul Shan Kuo-hsi, SJ 5. Most Rev. Joseph Ti-kang 6. Most Rev. Joseph Wang Yu-jung 7. Most Rev. Peter Liu Cheng-chung | 1. George Barry O'Toole (OSB) 2. Chen Yuan 3. Cardinal Paul Yü Pin 4. ærkebiskop Stanislaus Lo Kuang 5. Most Rev. Monsignor Gabriel Chen-Ying Ly 6. Dr. Tuen-Ho Yang 7. Dr. Ning-Yuean Lee, KHS 8. Dr. Bernard Li, KSG, KHS 9. Dr. Vincent Han-Sun Chiang |